# Мезенское
Мезенское — село в муниципальном округе Заречный Свердловской области России. Через село проходит автодорога Екатеринбург — Тюмень (часть федеральной автомагистрали М12 «Восток»).

## Географическое положение
Село Мезенское расположено к югу от города Заречного (в 6 километрах по прямой от центра города и в 7 километрах по автодороге) , на обоих берегах реки Мезенки — правого притока реки Пышмы. Пышма протекает чуть севернее села. На противоположном берегу реки Пышмы расположен посёлок городского типа Белоярский. Через Мезенское проходит Сибирский тракт. В окрестностях села расположен каменно-щебёночный карьер, санаторий «Баженово», в 3,5 километрах к юго-западу расположена станция Мезенский Свердловской железной дороги.

## История деревни
Село было основано в 1612–1613 годах переселенцами с Архангелогородской земли, выходцами с реки Мезени. Первое упоминание о деревне из 8 дворов есть в «Дозорной книге» Михаила Тюхина 1624 года. В 1763 году через село прошёл Сибирский тракт. Основной вид деятельности сельчан в начале XX века — земледелие, смолокурение, работа на золотых приисках, добыча изумрудов и асбеста. 

## Николаевская церковь
В 1851 году была построена деревянная однопрестольная церковь, перевезённая из села Белоярского, где она и была куплена. Церковь была освящена во имя святого Николая, архиепископа Мирликийского 20 апреля 1852 года. В 1911 году после постройки новой каменной церкви деревянная церковь стала приписной. Церковь была закрыта в 1920-е годы. А 7 января 1997 года она сгорела.

## Свято-Никольский храм
В 1905 году была заложена новая каменная, трёхпрестольная церковь, главный храм которой был освящён во имя святого Николая, архиепископа Мирликийского 25 сентября 1911 года, правый придел был освящён в честь великомученика Пантелеимона в 1912 году, левый придел был освящён в честь преподобного Сергия Радонежского в 1912 году. Храм был закрыт в 1936 году, а в 1991 году был возвращён Русской православной церкви. Храм  пострадал от поджога в ночь на 1 апреля 2004 года. И только с апреля 2007 года службы стали проходить в Свято-Сергиевском приделе Свято-Никольском храме. Была восстановлен колокольня и большой золоченый купол.

## Население
| 2002 | 2010  |
| ---- | ----- |
| 1311 | ↗1457 |